# Roberto Braga
Roberto Braga (Piove di Sacco, 7 agosto 1984) è un pallavolista italiano.
Gioca nel ruolo di centrale nell'Emma Villas Volley.

## Carriera
La carriera di Roberto Braga inizia nel 2000 nelle giovanili della Sisley Volley di Treviso: nella stagione 2002-03 viene promosso nella squadra che disputa il campionato di Serie B2. Nell'annata 2003-04 fa il suo esordio nella pallavolo professionistica con la maglia dell'API Pallavolo Verona, in Serie A2, con cui vince la Coppa Italia di categoria ed ottiene la promozione in massima divisione; nella stagione successiva si trasferisce all'AdriaVolley Trieste in Serie B1.
Nell'annata 2005-06 torna in serie cadetta con la Dorica Pallavolo Ancona, per poi passare nella stagione successiva all'Umbria Volley di Perugia, facendo il suo esordio in Serie A1, dove resta per due annate. Dopo una stagione allo Zinella Volley Bologna ed una alla Pallavolo Città di Castello, entrambe in Serie A2, torna nel massimo campionato nazionale nuovamente con l'Umbria Volley che nel frattempo ha cambiato sede a San Giustino.
Nella stagione 2011-12 veste la maglia del Volley Segrate, in serie cadetta, mentre in quella successiva torna al club di Città di Castello, con cui conquista la promozione in Serie A1.
Nell'annata 2013-14 viene ingaggiato dall'Emma Villas Vitt Chiusi, in Serie B1, con cui ottiene la promozione in Serie A2, categoria dove milita con la stessa squadra, che nel frettempo cambia nome in Emma Villas Volley, spostanto la propria sede a Siena, nella stagione successiva.

## Palmarès

### Club
- Coppa Italia di Serie A2: 1

2003-04